# Эскрива, Хосемария

Герб Хосемарии Эскривы

Хосемари́я Эскрива́ де Балаге́р и Альба́с (исп. Josemaría Escrivá de Balaguer y Albás, 9 января 1902[…], Barbastro city, Барбастро, Испания — 26 июня 1975[…], Рим) — католический святой, испанский священник, основатель Opus Dei, организации Католической церкви.

## Биография
Родился 9 января 1902 года в городе Барбастро, в провинции Уэска. Отец Хосемарии занимался небольшим бизнесом, затем обанкротился и в 1915 году перебрался с семьёй в Логроньо, где поступил на работу в контору магазина одежды. До того летние каникулы он проводил в деревне у своего дяди Теодоро, который был католическим священником. Несмотря на его пример, в детстве Хосемария мечтал стать архитектором, и только накануне своего 16-летия Хосемария почувствовал призвание к служению Господу и решил стать священником.
С 1918 года учился в семинарии в Логроньо, а затем, с 1920 — в Сарагосе. В 1923 году с разрешения церковных властей занимался в Сарагосском университете на факультете гражданского права. 20 декабря 1924 года был посвящён в диаконы, а 28 марта 1925 года стал священником.
К сожалению, отец Хосемарии так и не дожил до его рукоположения. Известно, что на тот момент их семья была так бедна, что им не хватило средств на похороны папы. После смерти Хосе его жена и дети переехали к старшему сыну в Сарагосу, где присутствовали на мессе, за которой его рукоположили во священники.
Примечательно, что он хорошо знал светскую культуру: испанские романсы, поэзию Лопе де Вега, прозу Кеведо, драматургию Кальдерона, а также духовных писателей по аскетике и мистике.
Он начал своё служение в маленьком приходе деревеньки Пердигера, принадлежащем к сарагосской епархии. Затем исполнял обязанности священника в Сарагосе и преподавал право в Академии Амадо, чтобы на полученные от этой работы средства поддержать свою родню. Весной 1927 года, с разрешения архиепископа, переехал в Мадрид, где развернул неустанную священническую работу в различных социальных группах, уделяя особое внимание бедным жителям городских окраин, а также неизлечимо больным и умирающим в больницах и приютах. Он стал капелланом Фонда помощи больным — благотворительного учреждения при Апостольских жёнах Священного Сердца Иисусова. В то же время он, профессор Университетской академии, продолжал работу над докторской диссертацией по гражданскому праву, которая могла быть закончена только в Мадридском университете.
2 октября 1928 года святой Хосемария Эскрива основал организацию Opus Dei. Её целью стало открытие пути освящения профессиональной работы и повседневных занятий. Основатель Opus Dei призывал к превращению обычного труда в апостольство и в путь достижения святости.
В 1934 году основатель Opus Dei был назначен ректором Фонда святой Елизаветы. Когда в Испании началась гражданская война, он с большим риском для жизни исполнял свой священнический долг в Мадриде, а позднее в Бургосе. В это время в его родном Барбастро вместе со своим епископом были убиты 837 верующих. Во время гонений на Католическую Церковь с середины 1936 года Эскрива вынужден был скитаться по различным убежищам, где совершал молитвы по памяти и скорбел о том, что не мог совершать Евхаристию. Только в 1937 году священнику удалось укрыться в дипломатической миссии Гондураса, где он ежедневно служил мессы. Антирелигиозные банды пытались убить отца Хосемарию, но вместо него растерзали другого человека, который только был похож на него.
14 февраля 1943 года он основал Священническое общество Святого Креста, неразрывно связанное с Opus Dei и позволившее рукополагать священников из мирян — членов Opus Dei. В дальнейшем Священническое общество Святого Креста позволяло священникам, инкардинированным в разные епархии, разделять духовность и аскетику Opus Dei и искать святости в исполнении своего священнического долга, завися при этом исключительно от своего епархиального епископа.
В 1946 году отец Эскрива избрал своей резиденцией Рим, где и оставался до конца жизни. Из Рима он воодушевлял и направлял распространение Opus Dei по миру. К моменту кончины своего Основателя Opus Dei насчитывал более 60 тысяч членов 80 национальностей.
Святой Хосемария Эскрива был советником Папской комиссии по правильному толкованию Кодекса канонического права и Святой конгрегации семинарий и университетов, почётным прелатом Его Святейшества и почётным академиком Папской римской теологической академии. Он был также главным канцлером Наваррского университета (Памплона, Испания) и Пьюрского университета (Пьюра, Перу).
Хосемария Эскрива умер 26 июня 1975 года. Он был погребён в склепе церкви Пресвятой Богородицы — Владычицы Мира (Regina Pacis), в Риме. 15 сентября 1975 года преемником основателя был единодушно избран отец Альваро дель Портильо, его ближайший сотрудник в течение многих лет.

## Беатификация и канонизация
После смерти Хосемарии на имя Папы было получено множество писем со всех пяти континентов. Среди отправителей — 69 кардиналов и около 1300 епископов (более трети мирового епископата), которые просили Папу открыть дело по беатификации и канонизации отца Хосемарии Эскривы. 30 января 1981 года Конгрегация по вопросам канонизации признала, что для открытия процесса нет никаких препятствий (nihil obstat). Иоанн Павел II ратифицировал это решение 5 февраля 1981 года.
Между 1981 и 1986 годом были проведены два процесса по расследованию дела — в Мадриде и в Риме, — посвящённые жизни и добродетелям отца Хосемарии Эскривы. По результатам обоих процессов, а также принимая во внимание благоприятствующее мнение Съезда теологических советников и Комиссии кардиналов и епископов — членов Конгрегации по вопросам канонизации, 9 апреля 1990 года Святейший Отец провозгласил героичность добродетелей отца Хосемарии Эскривы и присвоил ему титул досточтимого. 6 июля 1991 года Папа приказал обнародовать декрет, объявлявший чудесным излечение болезни благодаря заступничеству Хосемарии Эскривы. Таким образом, была завершена юридическая стадия, предшествующая беатификации основателя Opus Dei.
17 мая 1992 года Хосемария Эскрива был причислен к лику блаженных, а 6 октября 2002 года — к лику святых, во время Божественной Литургии, отслуженной папой римским Иоанном Павлом II на площади Святого Петра в Риме.
С 21 мая 1992 года тело отца Хосемарии Эскрива покоится в штаб-квартире прелатуры Opus Dei, в алтаре церкви Пресвятой Богородицы Мира.

## Работы
Святой Хосемария Эскрива — автор юридическо-теологического трактата «La abadesa de las Huelgas» и духовных книг, переведённых на многие языки мира. Это — «Путь», «Святой Розарий» и «Христос проходит рядом», а также «Ближние Господа», «Крёстный Путь», «Любить Церковь», «Борозда» и «Кузница», опубликованные после его смерти. Кроме того, в книге «Беседы с отцом Эскрива» были собраны интервью, данные им в течение многих лет и опубликованные в различных периодических изданиях.